# Əbülfəz Elçibəy
Əbülfəz Elçibəy (polskie media często używają transkrypcji z pisowni rosyjskiej Abulfaz Elczibej, właśc. Əbülfəz Əliyev; ur. 24 czerwca 1938 w Kələki, zm. 22 sierpnia 2000 w Ankarze) – azerski polityk, prezydent Azerbejdżanu w latach 1992–1993.

## Życiorys

### Edukacja, wczesna działalność opozycyjna
Ukończył arabistykę na Uniwersytecie w Baku w 1957, po czym wyjechał do Egiptu, gdzie pracował jako tłumacz. W 1969 wrócił do Azerbejdżańskiej Socjalistycznej Republiki Radzieckiej, został zatrudniony jako wykładowca akademicki oraz nauczyciel. W 1973 utworzył na Uniwersytecie w Baku koło „Swoboda”, propagujące koncepcje panturkizmu. Dwa lata później został aresztowany pod zarzutem znieważania państwa radzieckiego i ustroju socjalistycznego, a następnie skazany na 18 miesięcy pozbawienia wolności. Po odbyciu wyroku w dalszym ciągu angażował się w działalność opozycyjną. Nominalnie pozostawał pracownikiem Instytutu Manuskryptów Akademii Nauk Azerbejdżańskiej SRR. Jako opozycjonista przestał posługiwać się nazwiskiem rodowym na rzecz przydomka Elçibəy – „posłaniec narodu”.

### Ludowy Front Azerbejdżanu
Był jednym z przywódców powstałego w 1989 Ludowego Frontu Azerbejdżanu. Jego pozycja w ścisłym kierownictwie organizacji jeszcze wzrosła po III konferencji Frontu, w czasie której działacze o poglądach jednoznacznie demokratycznych i prozachodnich opuścili Front. Po wydarzeniach Czarnego Stycznia wszedł w skład podziemnej Rady Obrony Narodowej utworzonej przez Front. Związany przez wiele lat z azerską opozycją, nie miał natomiast doświadczenia w pracy w administracji państwowej.

### Prezydentura
Był pierwszym niekomunistycznym prezydentem Azerbejdżanu. Urząd objął na mocy zwycięstwa w wyborach prezydenckich 7 czerwca 1992, w których był głównym faworytem i w których uzyskał 59,4% głosów (frekwencja wyborcza wyniosła 76,3%). W głoszonym w kampanii wyborczej programie zapowiadał całkowite odcięcie się od polityki Komunistycznej Partii Azerbejdżanu, mówił o powrocie do tożsamości narodowej Azerów, kultywowaniu tradycji, wzmocnieniu pozycji islamu, odwoływał się do idei panturkizmu i zwalczania wpływów rosyjskich. Nie zajmował się natomiast zagadnieniami ekonomicznymi. Jego program został entuzjastycznie przyjęty zwłaszcza przez uchodźców azerskich z Armenii i ubogich mieszkańców azerskiej prowincji. W sprawie konfliktu o Górski Karabach jednoznacznie opowiadał się za zachowaniem prowincji w granicach Azerbejdżanu i rozwiązania sporu za pośrednictwem ONZ lub KBWE. Zapowiadał także liberalizację i demokratyzację państwa. Przewidywał upadek republiki islamskiej w Iranie i zjednoczenie wszystkich Azerów w jednym państwie.

#### Polityka zagraniczna
Przed objęciem urzędu prezydenckiego Elçibəy deklarował chęć pokojowego uregulowania sporu z Armenią i utrzymania pozytywnych relacji z pozostałymi sąsiadami. Jego zapowiedzi nie zostały jednak zrealizowane, na co przełożył się także brak dyplomatycznego doświadczenia prezydenta. W 1992 Elçibəy oskarżył Iran i Rosję o popieranie Ormian w konflikcie o Górski Karabach; nie miał ku temu podstaw, gdyż obydwa państwa pragnęły zachować wpływy w Azerbejdżanie i prowadziły politykę wobec niego przychylną. Konsekwencją działań prezydenta Azerbejdżanu było załamanie się stosunków azersko-rosyjskich. Elçibəy dążył natomiast do bliskiej współpracy z Turcją, posługując się hasłem „Jeden naród, dwa państwa”, pragnął także utrzymywać bliższe relacje z państwami Europy Zachodniej. W wojnie o Górski Karabach rząd Ludowego Frontu Azerbejdżanu zdecydował o przeprowadzeniu kontrofensywy, która jednak mimo początkowych sukcesów nie zakończyła się uzyskaniem spodziewanych korzyści terytorialnych.
Niechętny wpływom rosyjskim, prezydent odmówił wprowadzenia swojego kraju do Wspólnoty Niepodległych Państw, wbrew decyzjom swojego poprzednika. Uważał bowiem, że zgoda na to oznaczałaby powtórną utratę niepodległości przez Azerbejdżan.
Zbliżoną politykę prezydent prowadził w międzynarodowych stosunkach gospodarczych i eksploatacji azerskiej ropy naftowej. Rząd azerski zawarł wstępne umowy w sprawie eksploatacji złóż pod powierzchnią Morza Kaspijskiego z firmami zachodnimi, pogarszając jeszcze swoje stosunki z Rosją.
W polityce wewnętrznej był zwolennikiem liberalizmu i państwa świeckiego.

### Odsunięcie od władzy
Klęski ponoszone przez Azerbejdżan w wojnie o Górski Karabach, połączone z postępująca pauperyzacją społeczeństwa i upadkiem gospodarki, doprowadziły do utraty popularności przez prezydenta i Ludowy Front Azerbejdżanu. W związku z tym po zajęciu przez wojska ormiańskie Kəlbəcəru, 2 kwietnia 1993, wprowadził w kraju dwumiesięczny stan wyjątkowy, w tym godzinę policyjną, zakaz zgromadzeń, cenzurę i ograniczenia w działaniu partii opozycyjnych.
Elçibəy stracił urząd w wyniku puczu w czerwcu 1993, zorganizowany przez pułkownika Surəta Hüseynova. U źródeł zamachu stanu leżała przeprowadzana przez rząd czystka wśród urzędników Ministerstwa Obrony i kadry dowódczej. Siły Hüseynova weszły do stolicy bez żadnego oporu ze strony społeczeństwa. Prezydent, deklarując chęć uniknięcia eskalacji walk wewnętrznych, wyjechał z Baku do rodzinnej wsi w Nachiczewaniu. Prezydent uznał, że najkorzystniejszym wyjściem z sytuacji będzie uznanie przewodniczącego parlamentu, Heydəra Əliyeva, jako tymczasowego prezydenta. Już po ostatecznym zwycięstwie puczu jego organizatorzy przeprowadzili plebiscyt, w którym Elçibəyowi odebrano urząd prezydencki. Za odejściem dotychczasowego prezydenta opowiedziało się w nim 97% uczestników. W październiku 1993 w wyborach prezydenckich Əliyev został wybrany na nową głowę państwa ogromną większością głosów (97,6%) przy frekwencji 98,8%. Mimo tego Elçibəy nadal uważał się za prawowitego prezydenta.
Upadek Elçibəya został przyjęty z zadowoleniem w Rosji. Zwolennicy Ludowego Frontu Azerbejdżanu oskarżali przy tym Moskwę o zainspirowanie puczu z czerwca 1993. Zmian w Azerbejdżanie długo nie uznawała natomiast Turcja.

### Po 1997
W 1997 Elçibəy wrócił do Baku występując oficjalnie jako przeciwnik Əliyeva. Przyznał jednak, że z racji większego doświadczenia swojego następcy w dziedzinie polityki zagranicznej nie będzie kwestionował jego działań na tym polu. Mimo to poparł Ruch Jedności Azerbejdżanu, działający na rzecz wspierania Azerów irańskich, a w przyszłości ich zjednoczenia w jednym państwie.
6 listopada 1999 w czasie konferencji prasowej oskarżył prezydenta Əliyeva o wspieranie w przeszłości, z ramienia KGB, uznawanej za organizację terrorystyczną Kurdyjskiej Partii Pracy. Został wówczas oskarżony o znieważenie głowy państwa i musiał opuścić kraj. Wyjechał do Turcji i w roku następnym zmarł wskutek ciężkiej choroby. Władze azerskie zorganizowały mu pogrzeb państwowy w Baku.